# Кароліна Любенська
Кароліна Любенська (пол. Karolina Lubieńska; 28 жовтня 1905, Берлін — 25 квітня 1991, Варшава, Польща) — польська акторка театру, кіно і телебачення.

## Біографія
Народилася в Берліні. Акторську освіту здобула в Міській драматичній школі Кракова. Дебютувала на театральній сцені в 1921 році. Була акторкою театрів у Кракові, Бидгощі, Познані, Лодзі та Варшаві. Грала в спектаклях польського «театру телебачення» з 1955 року.
Була одружена з актором Збігнєвом Раковецьким.
Померла в 1991 році у Варшаві.

## Фільмографія
- 1931 — Dziesięciu z Pawiaka
- 1933 — Ostatnia eskapada
- 1933 — Dzieje grzechu
- 1936 — Fredek uszczęśliwia świat
- 1937 — Książątko
- 1965 — Wystrzał
- 1971 — Epilog norymberski
- 1975 — Dzieje grzechu

## Нагороди
- 1953 — Золотий Хрест Заслуги (Польща).
- 1955 — Медаль «10-річчя Народної Польщі».
- 1959 — Офіцерський хрест Ордена Відродження Польщі.
- 1984 — Заслужений діяч культури Польщі.
- 1986 — Командорський хрест із зіркою Ордена Відродження Польщі.